# Померанцев, Юрий Борисович
Юрий Борисович Померанцев (11 февраля 1923, Киев, Украинская ССР, СССР — 23 марта 2022) — советский и казахстанский актёр театра и кино, режиссёр, общественный деятель, депутат Верховного Совета Казахской ССР. Герой Труда Казахстана (2018). Народный артист Казахской ССР (1961).

## Биография
Родился в семье ответственного работника «Карагандашахтстроя», бухгалтера-экономиста Бориса Абрамовича Померанцева (1889, Черкассы — 1938, Караганда), репрессированного в 1938 году, после чего семье пришлось переехать в Москву. После мобилизации в ряды Красной Армии в октябре 1941 года прошёл в Казани курс краткого обучения бойца, получив звание ефрейтора.
Участник Великой Отечественной войны: в феврале-марте 1942 — помощник командира отделения 269-го отдельного лыжного батальона 1-й ударной армии (Северо-Западный фронт). Участвовал в Демянской операции, в ходе которой 11 марта 1942 года был тяжело ранен и до мая 1942 года находился в госпитале в городе Горький (ныне Нижний Новгород).
После длительного лечения в 1943 году приехал в Алма-Ату, где в эвакуации находилась его мать. Здесь и началась его актёрская карьера, хотя специального образования он не получил.
В 1943—1945 артист хора Алма-Атинского театра оперы и балета им. Абая, в 1945—1953 — актёр театра для детей и юношества Казахстана, в 1953—1954 — актёр Саратовского ТЮЗа. С 1954 года в Алма-Атинском Русском театре драмы.
Мастер сценического перевоплощения, ярких и убедительных характеристик, Ю. Померанцев на сцене этого театра создал свои лучшие образы. Как киноактёр получил известность, снявшись в ролях доктора Лаврова и генерала Власова. Активно сотрудничал с Казахским радио и телевидением. Председатель Республиканской комиссии по культурно-шефской работе на селе. В течение ряда лет возглавлял драматическую студию при театре. Избирался депутатом Верховного Совета КазССР.
Умер 23 марта 2022 года. Похоронен на Центральном кладбище Алма-Аты.
Перед театром Лермонтова в Алма-Ате актёру установлен памятник 15 июня 2023 года в образе доктора из фильма «Наш милый доктор» (1957). А 30 мая 2024 года решением маслихата города Алма-Аты улица без названия в Бостандыкском районе города названа в честь актёра.

Памятник Померанцеву перед театром Лермонтова в городе Алма-Ата

## Работы в театре

### Как актёр
- Израэль Горовиц — Однажды в Глостере — Джакоб Брэкиш[7].
- Джефф Барон — Визиты к мистеру Грину — Мистер Грин[7].
- Уильям Шекспир — Король Лир — Шут (ок. 1947 года)[8].
- Фёдор Михайлович Достоевский — Униженные и оскорблённые — Иван Петрович (1956 год)[8].
- Артур Миллер — Цена[8].
- Мухтар Омарханович Ауэзов — Абай — Абай (1968 год)[8].
- Дейл Вассерман — Человек из Ламанчи — дон Мигель де Сервантес (1971 год)[8].
- Антон Павлович Чехов — Вишнёвый сад — Фирс[8].
- Космо («Дама-невидимка» П. Кальдерона).[источник не указан 817 дней]
- Иван Грозный («Василиса Мелентьевна» А. Н. Островского).[источник не указан 817 дней]
- Крутицкий («На всякого мудреца довольно простоты» А. Н. Островского).[источник не указан 817 дней]
- Дзержинский («Шестое июля» М. Ф. Шатрова; Гос.пр. КазССР 1967).[источник не указан 817 дней]

Как актёр тяготел к острохарактерным ролям.

### Как режиссёр
- «Волынщик из Стракониц» Й.Тыла,
- «Старые друзья» Л.Малюгина,
- «Живой портрет» А.Морето,
- «Собака на сене» Лопе де Вега[8].
- «Пять романсов в старом доме».[источник не указан 817 дней]

Как режиссёр проявлял чувство авторского стиля и умение раскрыть драматургический конфликт.

## Фильмография
- 1944 — Иван Грозный (массовка)
- 1956 — Берёзы в степи
- 1957 — Наш милый доктор — доктор Лавров Анатолий Николаевич
- 1961 — Сплав — эпизод
- 1962 — Перекрёсток — народный заседатель
- 1966 — Земля отцов — археолог
- 1968 — Орлята Чапая — Виктор Леонидович, режиссёр передвижного театра
- 1968—1971 — Освобождение — генерал Власов
- 1973 — Четвёрка по пению — пчеловод
- 1975 — Родины солдат — генерал Власов
- 1977 — Волшебный голос Джельсомино — сосед
- 1978 — Чужое счастье
- 2014 — Раз в неделю — Грин

## Награды
Военные
1. Медаль «За отвагу» (30 мая 1951)[2].
2. Медаль «За доблестный труд в Великой Отечественной войне 1941—1945 гг.».
3. Медаль «За победу над Германией в Великой Отечественной войне 1941—1945 гг.».
4. Орден Отечественной войны I степени (23 декабря 1986)[9].
5. 9 Юбилейных медалей — 20, 30, 40, 50, 60, 65, 70 и 75 лет Победы в Великой Отечественной войне 1941—1945 гг.

Творческие
1. Заслуженный артист Казахской ССР (1959).
2. Народный артист Казахской ССР (1961).
3. Премия «Еңлікгүл»[7].
4. Национальная театральная премия «Сахнагер»[7].
5. Национальная премия «Алтын Адам»[7].
6. Национальная казахстанская премия «Народный любимец года» в номинации «Золотая эпоха» 2017.[источник не указан 817 дней]

Трудовые
1. Орден Трудового Красного Знамени[3].
2. Медаль «Ветеран труда».
3. Герой Труда Казахстана (3 мая 2018) — за выдающиеся достижения в социально-гуманитарном развитии Республики Казахстан, активную общественную деятельность, особый вклад в развитие культуры[10].

Другие
- Почётный гражданин города Алматы (15 сентября 2019)[11].
- Орден Дружбы (3 сентября 2018, Россия) — за плодотворную деятельность по сближению и взаимообогащению культур наций и народностей[12].
- Орден Отан[3] (2000)[источник не указан 817 дней].
- Государственная премия Казахской ССР (1967).
- Орден «Знак Почёта» (3 января 1959) — за выдающиеся заслуги в развитии казахского искусства и литературы и в связи с декадой казахского искусства и литературы в гор. Москве.
- Юбилейная медаль «В ознаменование 100-летия со дня рождения Владимира Ильича Ленина».

## Дополнительные источники
- Сарсенова Карина. Легенда Евразии: Померанцев Юрий Борисович. — Алматы, 2018. — 197 с. — ISBN 978-601-06-5350-4.
- Линия судьбы — Юрий Померанцев (Фильм первый).
- Линия судьбы — Юрий Померанцев (Фильм второй).
- От всего сердца. Юрий Померанцев. Казахстанский актёр театра и кино, режиссёр. Казахстан сегодня. Телерадиокомплекс Президента Республики Казахстан. Дата обращения: 11 мая 2023. (видеоматериал недоступен).